# Czernidłaczek żółtołuseczkowy

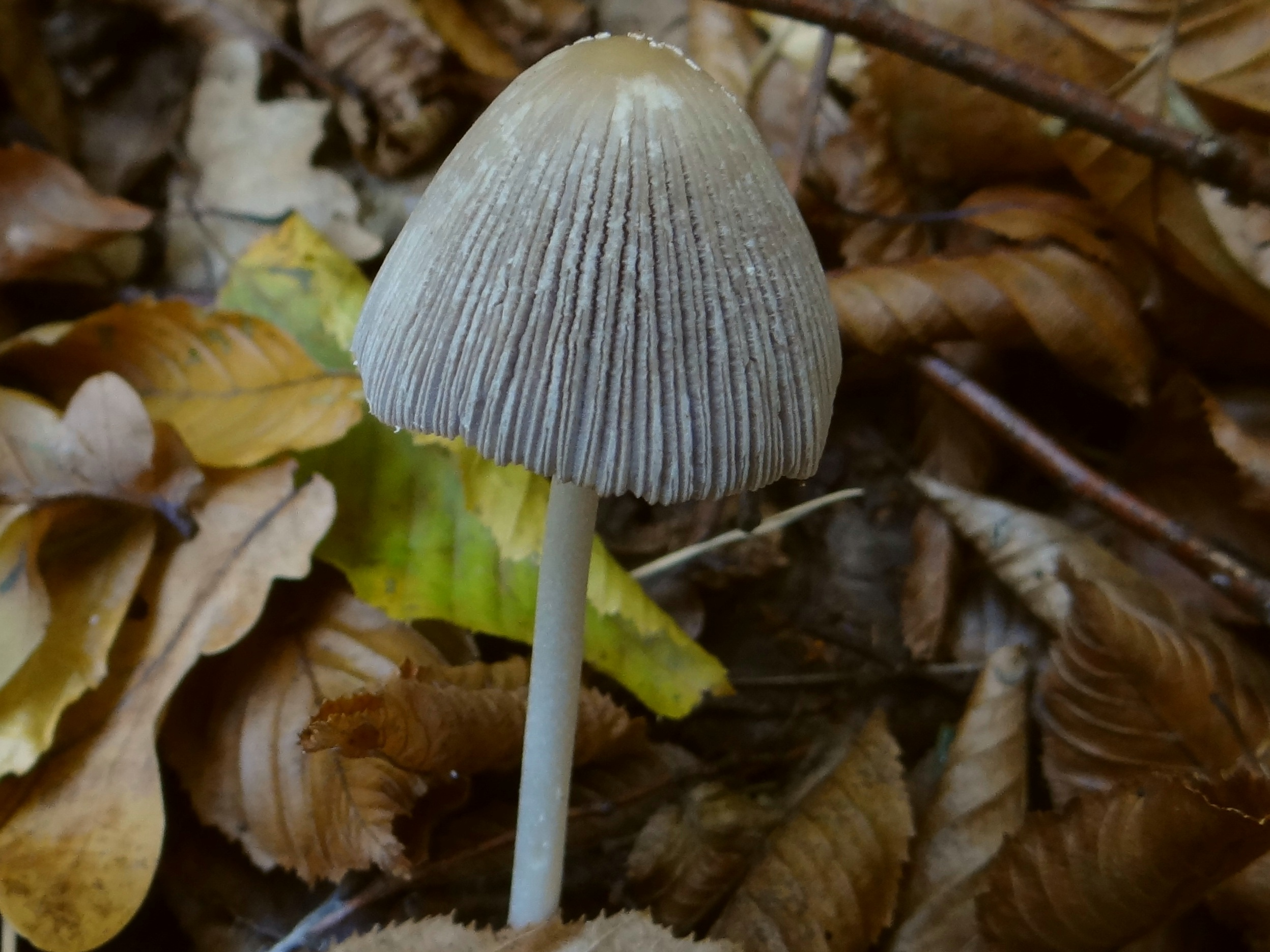

Czernidłaczek żółtołuseczkowy, czernidłak żółtołuseczkowy (Coprinellus xanthothrix (Romagn.) Vilgalys, Hopple & Jacq. Johnson) – gatunek grzybów należący do rodziny kruchaweczkowatych (Psathyrellaceae).

## Systematyka
Pozycja w klasyfikacji według Index Fungorum: Coprinellus, Psathyrellaceae, Agaricales, Agaricomycetidae, Agaricomycetes, Agaricomycotina, Basidiomycota, Fungi.
Po raz pierwszy opisał go w 1941 r. Henri Charles Louis Romagnesi nadając mu nazwę Coprinus xanthothrix. W wyniku badań filogenetycznych prowadzonych na przełomie XX i XXI wieku mykolodzy ustalili, że rodzaj Coprinus jest polifiletyczny i rozbili go na kilka rodzajów. Obecną, uznaną przez Index Fungorum nazwę nadali temu gatunkowi Vilgalys, Hopple i Jacq. Johnson w 2001 r.
W 2003 roku Władysław Wojewoda zaproponował olską nazwę czernidłak żółtołuseczkowy dla synonimu Coprinus xanthothrix. Po przeniesieniu tego gatunku do rodzaju Coprinellus stała się niespójna z obecną nazwą naukową. W 2025 r. Komisja ds. Polskiego Nazewnictwa Grzybów Polskiego Towarzystwa Mykologicznego zarekomendowała dla rodzaju Coprinellus nazwę czernidłaczek.

## Morfologia
KapeluszW młodych owocnikach ma wymiary do 40 × 35 mm i jajowaty, elipsoidalny lub prawie kulisty kształt. W trakcie dojrzewania rozszerza się i staje się stożkowaty, a w końcu wypukły o średnicy do 70 mm. Powierzchnia na środku kapelusza jasnoochrowa lub blado rdzawa, ku brzegowi jaśniejąca. Pokryta jest drobnymi, kłaczkowatymi resztkami osłony o barwie kremowej lub ochrowej, a na środku kapelusza brązowej.
BlaszkiWolne, o szerokości 3–8 (–10) mm i liczbie od 55 do 60, z międzyblaszkami (l = 3–5). Początkowo są białe, potem ciemnieją od zarodników i stają się szarobrązowe, w końcu czarne.
TrzonWysokość 4–10 cm, średnica 0,4–1 cm, cylindryczny z maczugowatą podstawą. Powierzchnia biała, tylko podstawa często rdzawa.
Cechy mikroskopoweWysyp zarodników czarniawy. Zarodniki 6,7–9,9 × 4,4–6,3 × 4,9–5,1 µm, jajowate lub elipsoidalne, w widoku z boku tylko niektóre z nich są fasolkowate. Są czerwono-brązowe i mają zaokrągloną podstawę i wierzchołek. Pora rostkowa ekscentryczna o szerokości 1,3 µm. Podstawki 14–34 × 7–9 µm, 4-zarodnikowe, otoczone 3–6 nibywstawkami. Pleurocystydy 50–125 × 30–65 µm, prawie kuliste, elipsoidalne, lub prawie cylindryczne. Cheilocystydy 30–70 (–100) × 12–28 (–34) × 5–14 (–18) µm, baryłkowate, prawie kuliste, elipsoidalne lub jajowate, podobne do pleurocystyd. Kaulocystydy 30–130 × 12–38 × 5–14 µm, baryłkowate. Osłona składająca się z łańcuchów komórek o zróżnicowanych kształtach: cylindrycznym, elipsoidalnym, wrzecionowatym lub prawie kulistym. Brak sprzążek, występują tylko nibysprzążki.

## Występowanie i siedlisko
W Europie Coprinellus xanthothrix jest szeroko rozprzestrzeniony i pospolity, w polskim piśmiennictwie naukowym również podano wiele jego stanowisk.
Saprotrof. Rozwija się pojedynczo lub grupkami na martwych, opadłych na ziemię gałęziach drzew liściastych, rzadziej na pniach. W Polsce owocniki pojawiają się od marca do października.

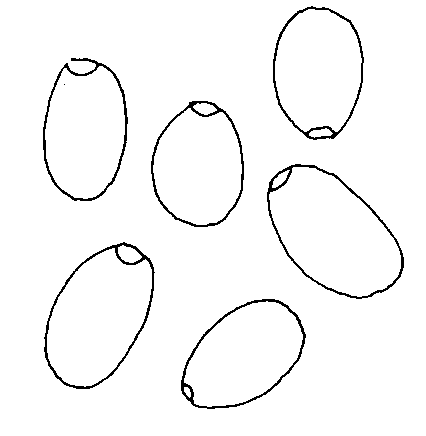
Zarodniki